# Juan Ingaramo
Juan Ingaramo (né le 10 janvier 1987 à Córdoba) est un chanteur argentin.

## Biographie

### Enfance et jeunesse
Né le 10 janvier 1987 dans le quartier San Vicente de Córdoba, il est le fils aîné d'une famille de musiciens. Son grand-père est un joueur de tango classique et son père, Mingui Ingaramo, est un musicien de jazz, membre du Grupo Encuentro et des Músicos del Centro, un groupe de jazz-rock pionnier en Argentine. Dès son enfance, Ingaramo est attiré par le piano dans la maison de son grand-père. Sa mère, enseignante, l'amène à étudier la guitare à l'âge de sept ans, jusqu'à ce que, à onze ans, lorsqu'il aperçoit Mono Fontana jouer lors d'un concert qu'il donnait à l'Eden - le légendaire hôtel de La Falda -, il rencontre une batterie pour la première fois et est tombé amoureux de l'instrument. Comme sa famille et lui vivaient dans un appartement, il attend d'avoir 14 ans pour s'acheter sa propre batterie.

### Carrière
Selon Ingaramo, après la sortie de l'album, il rencontre des musiciens de différents styles pour réfléchir à ses prochaines étapes. Fin 2018, il part en Colombie, cherchant à comprendre les rythmes des Caraïbes et développant de nouvelles idées, propositions et alliances avec certains des principaux producteurs de reggaeton du continent, tels que Disoundbwoy, Pardo (qui a travaillé sur Vibras de J Balvin), Ovy on the Drums (Bad Bunny, Paulo Londra, Becky G), the Icon Music et d'autres. En outre, en accord avec ses racines rock nationales, il se réunit une fois par semaine avec Cuino Scornik et Nico Landa (collaborateurs réguliers d'Andrés Calamaro), généralement aux heures tardives de la nuit, pour écrire des paroles.
Au cours de l'année 2019, il sort une série de singles qui font l'objet d'une forte rotation dans les médias : Romeo y Violeta, El Campeón, Clave (feat. Miranda!), Cuartefunk et Cambias mi amor (reprise de Tru-la-lá). Il est nommé pour un Latin Grammy dans la catégorie « Meilleur nouvel artiste ».
En 2025, il campe le rôle d'Edward Lewis dans la comédie musicale Pretty Woman.

## Discographie

### Albums studio
- 2014 : Pop nacional
- 2016 : Músico
- 2018 : Best Seller
- 2021 : La batalla

### EP
- 2012 : De la ida

## Distinctions
| Année | Prix                  | Catégorie                        | Travail nommé         | Résultat   | Réf.  |
| ----- | --------------------- | -------------------------------- | --------------------- | ---------- | ----- |
| 2019  | Premios Carlos Gardel | Chanson de l'année               | Best Seller           | Nomination | [ 4 ] |
| 2019  | Premios Carlos Gardel | Meilleur album de pop alternatif | Best Seller           | Nomination | [ 4 ] |
| 2022  | Premios Carlos Gardel | Meilleur album de pop alternatif | La batalla            | Nomination | [ 5 ] |
| 2022  | Premios Carlos Gardel | Meilleure chanson de cuarteto    | El fenómeno del mambo | Nomination | [ 5 ] |
| 2023  | Premios Carlos Gardel | Meilleur album de pop alternatif | Summer Pack           | Nomination | [ 6 ] |